# メリル・クロー法
メリル・クロー法とは、金鉱石から青化法で浸出させることで得た貴液から、金を除去するための分離技術である。
メリル・クロー法はマッカーサー・フォレスト法を改良したものであり、クローの発明である真空装置により脱気するということと、メリルの改良である亜鉛の切りくずの代わりに亜鉛粉末を利用するということが改良点である。

貴液は、例えば竪型リーフフィルターを用いた濾過や、CCD (counter current decantation)といった固液分離技術により、鉱石から分離される。
得られた貴液は、珪藻土をあらかじめコーティングしたフィルターで、更に清澄にする。
次に真空装置により酸素を貴液から除去する。
そこに亜鉛粉末を加えると、金が沈殿する。
亜鉛はシアン酸イオンとの化学親和力が金より高いためである。
その他に、貴金属である銀や、銅といったベースメタルが存在する場合、金と同時に沈殿する。

CCDの代わりに、自動化された膜濾過をすることで、コストを抑えることができる。
CCDと膜濾過の比較は、K. McGrew, 2016に詳しく記述されている。
金の沈殿物(亜鉛粉末も混在している)は、溶液から除去され、亜鉛粉末と金の沈殿物の混合物は、硫酸と混合され、亜鉛粉末は溶解する。
溶液を濾過し、残渣は溶融製錬によりドーレと呼ばれる延べ棒に加工される。
ドーレは精製により銅と銀が除去される。
精製に利用される技術は、ドーレ中の不純物により異なる。

基本的なプロセスは、Charles Washington Merrillにより1900年頃に発見され特許がとられた。
その後、Merrill Companyで働いていたThomas Bennett Croweによる改良された。